# Dactylorhiza purpurella
The Northern Marsh Orchid (Dactylorhiza purpurella) is an lan.
 Tư liệu liên quan tới Dactylorhiza purpurella tại Wikimedia Commons

## Hình ảnh

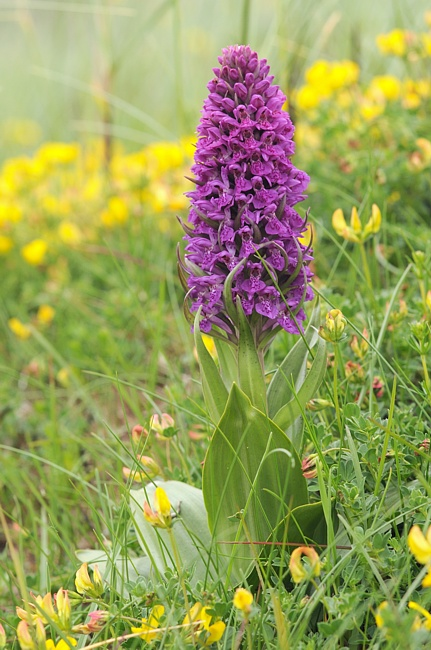
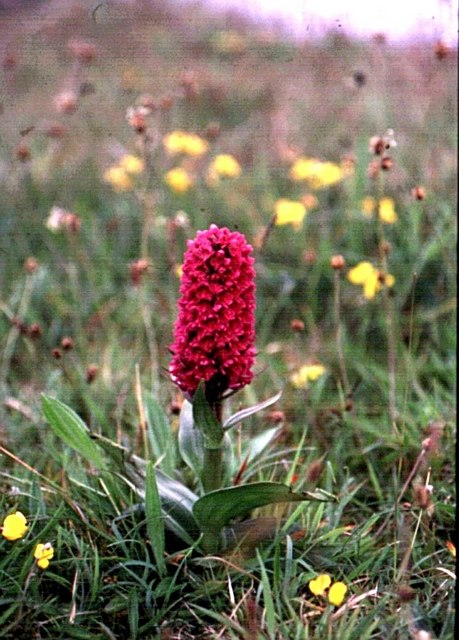
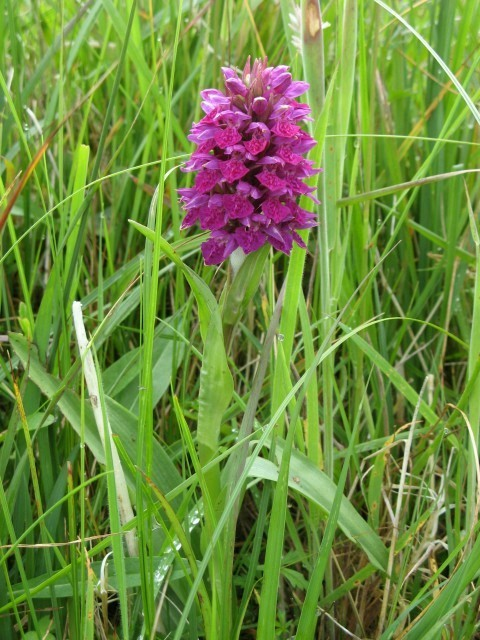
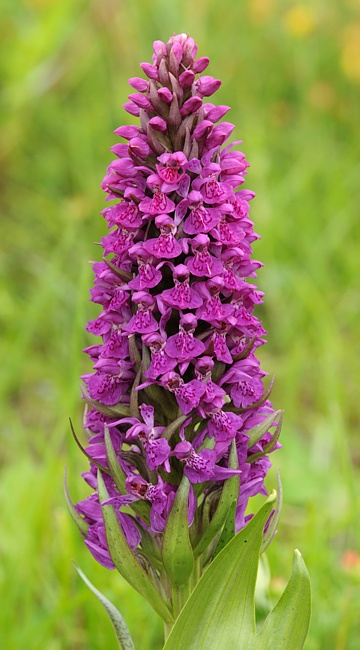